# Fürstenhof (Treffelstein)
Fürstenhof ist ein Ortsteil der Gemeinde Treffelstein im Oberpfälzer Landkreis Cham, Bayern.

## Geographische Lage
Die Einöde Fürstenhof liegt etwa zwei Kilometer nordöstlich von Treffelstein am Südhang des 694 m hohen Kleeberges.

## Geschichte
Am 31. Dezember 1990 hatte Fürstenhof zwei Einwohner und gehörte zur Pfarrei Treffelstein.